# 鵜無ケ淵
鵜無ケ淵（うないがふち）は、静岡県富士市の大字。鵜無ヶ渕とも表記される。丁番を持たない単独町名である。住居表示は実施されていない。郵便番号は417-0805。
東部ブロック・吉永北地区に属する。

## 地理
市の北東部に位置し、赤渕川に沿って集落が形成されている。北部は分譲地であり宅地化が進んでいる。中南部は蜜柑の栽培や養鶏業などの盛んな農業地域である。

## 歴史
古くは富士郡鵜無ケ淵村であった。慶長14年（1609年）の時点では、間門村など3村と共に「山家四ヶ村」として一括されていた。
- 1889年（明治22年）3月1日 - 桑崎村、石井村、間門村、比奈村、富士岡村と合併し吉永村の一部となる。
- 1955年（昭和30年）2月11日 - 新設合併により生れた新・吉原市の一部となる。
- 1966年（昭和41年）11月1日 - 新設合併により生れた富士市の一部となる[9]。

## 伝承・風習

### 地名の由来
「鵜無ケ淵」という地名の由来については、以下の伝承が存在する。
1193年（建久4年）、源頼朝が富士の巻狩へ行く途中に当地を通り、大きな淵があることに気付いて、家来に鵜がいないかを確かめに行かせた。しかし淵には猿の群れがいるばかりで鵜は見当らず、引き返してきた家来がその旨を報告すると、頼朝は「淵に鵜はいないか」と残念そうに繰り返した。そののち、この淵のことを「鵜無ケ淵」と呼ぶようになったという。

### 正月の餅をつかない
鵜無ケ淵と桑崎では、昔から「餅をつくと火にたたる」という言い伝えがあり、正月の餅をつかない。郷土史家の鈴木富男は、昔の大飢饉の際、陣屋から調査に来た役人に貧困の実情を訴えるために正月の餅をつかなかった、いや本当に餅をつけるような状況ではなかったろう、という部落の老人の話をまとめている。また、昔は井戸がなく水に不便な村であったため、火については異常な恐怖心や警戒心があったこともあるだろうとしている。
但し、他村の親類から持ってきたり、ウルチの餅を作る、家の奥のほうで「とじもち」と言って内緒で餅をつくなどしていた家もあったほか、近年（1978年当時）では機械によりつけるようにもなったため、大抵の家では言い伝えにこだわらず餅をついているようであるという。

### 神楽の舞
7月中旬に「観音様の祭礼（オカンノンサン）」が行われ、観音堂で古くから受け継がれてきた神楽の奉納が行われる。この神楽の舞には「下がり葉の舞」「幣の舞」「剣の舞」「狂の舞」の四つがある。
嘗て、鵜無ケ淵は交通に不便な土地であったため、全村で「お日待ち」を楽しみにして、伊勢音頭や村芝居に若者が熱中した。その後、神楽の舞が持ち込まれ、村芝居と共に段々と演じられるようになった。戦時中も、お日待ちの奉納神楽だけは毎年欠かすことはなかったという。
昭和30年代頃より、会社勤めの男子が増え青年団の維持が難しくなったが、1962年（昭和37年）に吉原市教委の鈴木富男より町内会長へ、静岡県郷土芸能大会テレビ出演の話があったことから、町内役員会で協議を行った。その結果、今日の鵜無ヶ渕神社神楽保存会が25名で結成された。

## 世帯数と人口
2020年（令和2年）7月1日現在の、世帯数と人口は以下の通りである。
| 町丁     | 世帯数  | 人口    |
| -------- | ------- | ------- |
| 鵜無ケ淵 | 447世帯 | 1,136人 |

## 小・中学校の学区
市立小・中学校に通う場合、学区は以下の通りとなる。
| 町丁     | 町内会         | 小学校                 | 中学校               |
| -------- | -------------- | ---------------------- | -------------------- |
| 鵜無ケ淵 | 鵜無ケ淵町1・2 | 富士市立吉永第二小学校 | 富士市立吉原北中学校 |

## 交通

### 道路
- 東名高速道路
- 静岡県道76号富士富士宮由比線

### 路線バス
- かつては岳南鉄道・富士急行・富士急静岡バス運行のバス路線が運行されていたが、2015年（平成27年）3月31日までに全て廃止されて以降はコミュニティバス「なのはなバス」及びデマンドタクシー「なのはな」（いずれも石川タクシー富士運行）に移管された[13]。

## 施設
- 鵜無ケ淵神明宮
- 吉永北まちづくりセンター
- 富士市立吉永第二小学校
- JA富士市北支店